# Villar del Pedroso
Villar del Pedroso – gmina w Hiszpanii, w prowincji Cáceres, w Estramadurze, o powierzchni 242,4 km². W 2011 roku gmina liczyła 655 mieszkańców.